# Salamandra corsica
Salamandra corsica é uma espécie de anfíbio caudado pertencente à família Salamandridae. É endémica de Córsega (França), onde vive em zonas temperadas e mediterrânicas.